# Velleclaire
Velleclaire ist eine Gemeinde im französischen Département Haute-Saône in der Region Bourgogne-Franche-Comté.

## Geographie
Velleclaire liegt auf einer Höhe von 243 m über dem Meeresspiegel, fünf Kilometer nordöstlich von Gy und etwa 25 Kilometer nordwestlich der Stadt Besançon (Luftlinie). Das Dorf erstreckt sich im Südwesten des Départements, auf einer Anhöhe am Nordrand der Monts de Gy.
Die Fläche des 4,13 km² großen Gemeindegebiets umfasst einen Abschnitt der leicht gewellten Landschaft südöstlich der Saône. Der nördliche Gemeindeteil wird von relativ schwach reliefiertem Gelände eingenommen, das überwiegend landwirtschaftlich genutzt wird. Nach Südosten leitet eine rund 100 m hohe Geländestufe zur Hochfläche der Monts de Gy über. Auf dieser bewaldeten Höhe wird mit 406 m die höchste Erhebung von Velleclaire erreicht. Die Höhen der Monts de Gy im Bereich von Velleclaire bestehen aus Sedimenten der mittleren und oberen Jurazeit, während die nördlich anschließenden Vorhöhen überwiegend aus kreidezeitlichen Ablagerungen aufgebaut sind. Topographisch gehört das Gemeindegebiet zum Einzugsgebiet der Petite Morte, doch finden sich auf dem Gelände keine oberirdischen Fließgewässer, weil das Niederschlagswasser im verkarsteten Untergrund versickert.
Nachbargemeinden von Velleclaire sind Villers-Chemin-et-Mont-lès-Étrelles im Norden, Oiselay-et-Grachaux im Osten, Bucey-lès-Gy im Süden sowie Vantoux-et-Longevelle im Westen.

## Geschichte
Im Mittelalter gehörte Velleclaire zur Freigrafschaft Burgund und darin zum Gebiet des Bailliage d’Amont. Die lokale Herrschaft oblag den Herren von Gy, die von den Erzbischöfen von Besançon abhängig waren. Zusammen mit der Franche-Comté gelangte Velleclaire mit dem Frieden von Nimwegen 1678 definitiv an Frankreich. Die Gemeinde besitzt keine eigene Kirche, sie gehört zur Pfarrgemeinde Bucey-lès-Gy.

## Sehenswürdigkeiten
Die Kapelle von Velleclaire wurde 1841 errichtet. Bei der Mairie (Gemeindehaus) steht eine Madonnenstatue aus dem 17. Jahrhundert.

## Bevölkerung
| Jahr                       | 1962 | 1968 | 1975 | 1982 | 1990 | 1999 |
| Einwohner                  | 95   | 86   | 79   | 76   | 70   | 62   |
| Quellen: Cassini und INSEE |      |      |      |      |      |      |

Mit 101 Einwohnern (1. Januar 2022) gehört Velleclaire zu den kleinsten Gemeinden des Département Haute-Saône. Während des gesamten 20. Jahrhunderts nahm die Einwohnerzahl langsam aber kontinuierlich ab (1886 wurden noch 148 Personen gezählt).

## Wirtschaft und Infrastruktur
Velleclaire war bis weit ins 20. Jahrhundert hinein ein vorwiegend durch die Landwirtschaft (Ackerbau, Obstbau und Viehzucht) geprägtes Dorf. Heute gibt es einige Betriebe des lokalen Kleingewerbes, vor allem in der Branche der Feinmechanik. In den letzten Jahrzehnten hat sich das Dorf zu einer Wohngemeinde gewandelt. Viele Erwerbstätige sind deshalb Pendler, die in den größeren Ortschaften der Umgebung ihrer Arbeit nachgehen.
Der Ort ist verkehrstechnisch gut erschlossen. Er liegt an der Hauptstraße D474, die von Gray via Gy nach Vesoul führt. Eine weitere Straßenverbindung besteht mit Vantoux.